# Verzorgingsplaats Meedenertol
Verzorgingsplaats Meedenertol is een Nederlandse verzorgingsplaats langs de A7 Zaandam-Bad Nieuweschans tussen knooppunt Zuidbroek en afrit 45 ten westen van Scheemda in de gemeente Oldambt. Op de verzorgingsplaats is een Shell tankstation aanwezig.
Tegenover de verzorgingsplaats ligt verzorgingsplaats Roode Til.

## Tolhuis Meedenertol
De verzorgingsplaats is genoemd naar een gelijknamig gehucht en een voormalig tolhuis Meedenertol (ook Medumertol genoemd) aan het Winschoterdiep tussen Zuidbroek en Scheemda. Het tolhuis bevond zich bij de kruising van het trekpad langs het Winschoterdiep van Zuidbroek naar Scheemda met een de noord-zuid-route langs de Zevenwolsterweg en de Oudedijksterweg, die Meeden en Westerlee verbond met Noordbroek en Nieuw-Scheemda. Bij het tolhuis lag een brug over het Winschoterdiep, die bij de verbreding van het kanaal omstreeks 1960 is verwijderd.
Het gehucht is bekend geworden door de onopgeloste moord op de weduwe Molanus en haar zoon in augustus 1931.
Richting Bad Nieuweschans:
Middelsloot · 
De Koggen · 
Broerdijk · 
Hoge Kwel · 
Monument · 
Breezanddijk · 
Hayum · 
Laerd · 
De Horne · 
De Wâlden · 
Mienscheer · 
Dikke Linde · 
Meedenertol · 
Bunderneuland (D)
Richting Zaandam:
Poort van Groningen · 
Roode Til · 
Veenborg · 
Oude Riet · 
De Vonken · 
Bloksloot · 
Wildinghe · 
Breezanddijk · 
Monument · 
Den Oever · 
De Wierde · 
De Horn · 
Kruisoord